# Xã Eagle, Quận Faulkner, Arkansas
Xã Eagle (tiếng Anh: Eagle Township) là một xã thuộc quận Faulkner, tiểu bang Arkansas, Hoa Kỳ. Năm 2010, dân số của xã này là 2.975 người.